# Шикаи (район)
Район Шикаи, Шикаиский район (дари شهرستان شِکی, пушту دشیکی ولسوالی‎) — административный район в составе афганской провинции Бадахшан.
Граничит с Таджикистаном через реку Пяндж.
Районный центр — деревня Джорф.

## География
Район Шикаи располагается на востоке афганской провинции Бадахшан. Площадь района — 1,700 км².

## Демография
Жители района живут в 38 деревнях, городов нет.
Численность населения по данным переписи 2001 года была 26 000 человек, по данным афганского статистического ведомства на середину 2019 года — 29 248 человек.

## История
Историческое название правителя — хукум (хаким).